# Orden de la Buena Muerte
La Orden de la Buena Muerte es una organización de aceptación de la muerte fundada en 2011 por la  autora Caitlin Doughty.
El grupo aboga por el entierro natural y la aceptación de la mortalidad humana.
Otros miembros conocidos, además de Doughty, son Sarah Chavez, directora de La Orden de la Buena Muerte, Megan Rosenbloom, directora de "Death Salon" y Amber Carvaly, directora de "Undertaking LA". Otros miembros notables son el artista y constructor de monumentos Greg Lundgren, el orador de TED Jae Rhim Lee, el director de la funeraria alternativa Jeff Jorgenson, el artista Landis Blair, la patóloga forense Judy Melinek y el autor y fotógrafo Paul Koudounaris entre otros profesionales, artistas y académicos.
El grupo celebró su primer "salón de la muerte" en Los Ángeles en 2013. En 2014 se llevó a cabo otro evento similar en el Museo de Patología del Hospital de San Bartolomé en Londres por la curadora del museo Carla Valentine. El grupo tomó su nombre de la Orden Brasileña de Nuestra Señora de la Buena Muerte (en portugués: Irmandade da Boa Morte).

## Movimiento positivo a la muerte
El movimiento positivo a la muerte, también conocido como «Muerte positiva» o «Muerte en positivo» es un movimiento social y filosófico que anima a la gente a hablar abiertamente sobre la muerte y los cadáveres. El movimiento busca eliminar el silencio en torno a temas relacionados con la muerte, disminuir la ansiedad que rodea a la muerte y fomentar una mayor diversidad en las opciones de atención al final de la vida disponibles para el público.  Las ideas detrás del movimiento han existido por mucho más tiempo.
Algunas de las afirmaciones de este movimiento son que la censura cultural de la muerte y el morir hace más daño que bien, que las discusiones abiertas sobre la muerte deben aceptarse como una curiosidad humana natural, que las familias deben tener plenos derechos a cuidar los cuerpos de sus seres queridos sin la intervención de empresas funerarias, y que el cuidado al final de la vida debe diversificarse y realizarse de manera que cause menos daño al medio ambiente que nuestras prácticas actuales.
El movimiento también alienta encarecidamente a los participantes a hablar con sus familias sobre sus propios deseos para el final de la vida, incluso si son jóvenes y tienen salud, y es crítico con la industria funeraria comercializada. También anima a la ciudadanía a expresar sus sentimientos sobre la muerte a través del arte.
Otras organizaciones como End Well fundada por la médica y productora  de cine, Shoshana R. Ungerleider, están contribuyendo con este movimiento albergando una conferencia anual y una plataforma de medios para dar visibilidad a  soluciones que consigan hacer más humana la experiencia del final de la vida.
Death Over Dinner, fundada por los restauradores y autores Michael Hebb y Angel Grant, es una organización que anima a las personas a celebrar cenas para hablar sobre la mortalidad, lo que ha facilitado más de 200.000 cenas.